# Belcik
Belcik ist ein Dorf im Landkreis Yıldızeli der türkischen Provinz Sivas. Belcik liegt etwa 79 km nordwestlich der Provinzhauptstadt Sivas und 31 km südwestlich von Yıldızeli. Belcik hatte laut der letzten Volkszählung 503 Einwohner (Stand Ende Dezember 2010). Die Bevölkerung besteht hauptsächlich aus Osseten und Türken.